# George Stulac
George Stulac (George William Stulac; * 22. März 1934 in Toronto) ist ein ehemaliger kanadischer Zehnkämpfer und Basketballspieler.

## Erfolge
Im Zehnkampf gewann er bei den Panamerikanischen Spielen 1959 in Chicago Bronze, und bei den Olympischen Spielen 1960 in Rom kam er auf den 22. Platz.
1959 und 1960 (mit seiner persönlichen Bestleistung von 6178 Punkten) wurde er Kanadischer Meister.
1956 in Melbourne und 1964 in Tokio gehörte er zum kanadischen Basketball-Olympiakader.